# Naserije-je Bala
Naserije-je Bala (perski: ناصريه بالا) – wieś w środkowym Iranie, w ostanie Kerman. W 2006 roku miejscowość liczyła 839 mieszkańców w 184 rodzinach.